# Morgex
Morgex (valle d'aostai patois dialektusban Mordzé) egy község Olaszországban, Valle d’Aosta régióban.

## Elhelyezkedése

Morgex község Valle d'Aosta térképén

A vele szomszédos települések Courmayeur, La Salle, La Thuile és Pré-Saint-Didier.Saját vasútállomása van.